# San Marcos (Ocotepeque)
Pour les articles homonymes, voir San Marcos.
San Marcos est une ville du département d'Ocotepeque, dans l'ouest du Honduras.

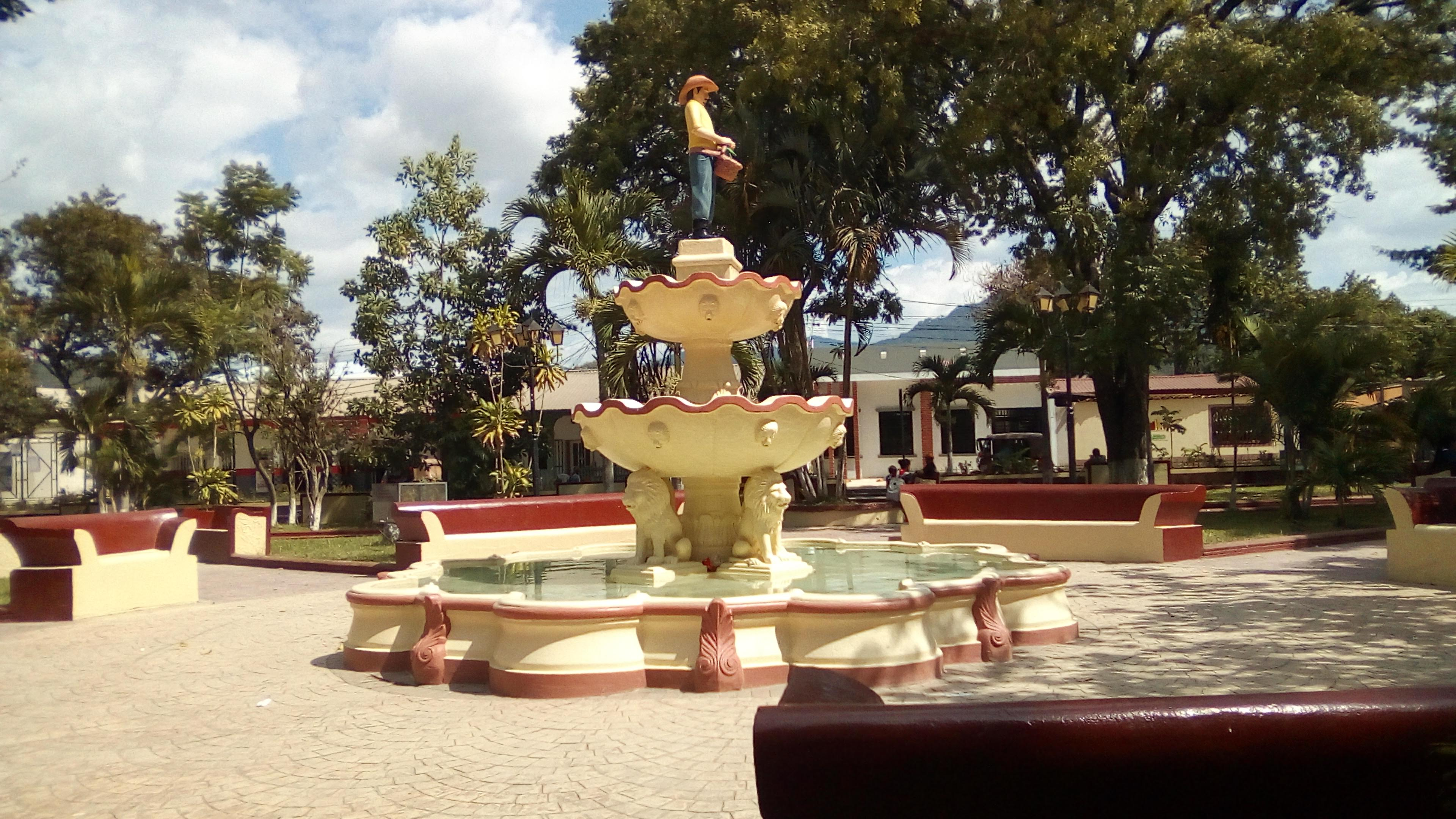
Fontaine dans le parc de San Marcos.

Cette ville de 17 000 habitants, située à l'extrême-ouest du pays, en bordure du Guatemala et du Salvador, a été fondée par des chercheurs d'or. À proximité se trouvent le Mont Meredon, l'un des points culminants du Honduras, ainsi que le Rio Grande et la rivière Suntulin.